# Went Up the Hill
Went Up the Hill ist ein moderner Gothic-Horror-Thriller von Samuel Van Grinsven. Der Film mit Vicky Krieps und Dacre Montgomery in den Hauptrollen feierte Anfang September 2024 beim Toronto International Film Festival seine Premiere.

## Handlung
Jack reist in eine abgelegene Region Neuseelands, um an der Totenfeier seiner Mutter Elizabeth teilzunehmen, die ihn als Kind alleine gelassen hat. Sie hat Selbstmord begangen. Er behauptet, er sei von Jill zur Beerdigung eingeladen worden, der Frau, die seine Mutter heiratete. Die hört zum ersten Mal, dass ihre verstorbene Frau einen Sohn hat. Aus Pflichtgefühl gegenüber Elizabeth lädt Jill ihn jedoch ein, bis zur Beerdigung in ihrem Haus zu bleiben.
In den folgenden Nächten kehrt Elizabeth zurück und nimmt Besitz von Jack und Jill. Sie war es, die Jack angerufen hat, und sie benutzt deren Körper, damit sie miteinander sprechen können. Sie klingen wie sie selbst, da der Geist lediglich ihre Worte übernimmt, aber nicht ihre physischen Stimmen. Jack erfährt, dass er seiner Mutter als Kind vom Jugendamt weggenommen und in eine Pflegefamilie gegeben wurde.

## Produktion

### Regie, Drehbuch und Filmtitel
Regie führte der in Australien lebende Neuseeländer Samuel Van Grinsven, der gemeinsam mit Jory Anast auch das Drehbuch schrieb. Es handelt sich bei Went Up the Hill um seinen zweiten Spielfilm nach dem Mystery-Thriller Sequin in a Blue Room von 2019.
Der Titel des Films bezieht sich auf den traditionellen englischen Kinderreim Jack und Jill, der mit den Worten beginnt "Jack and Jill went up the hill / To fetch a pail of water." Dies sind auch die Vornamen der beiden Protagonisten im Film.

### Besetzung, Filmmusik und Sounddesign

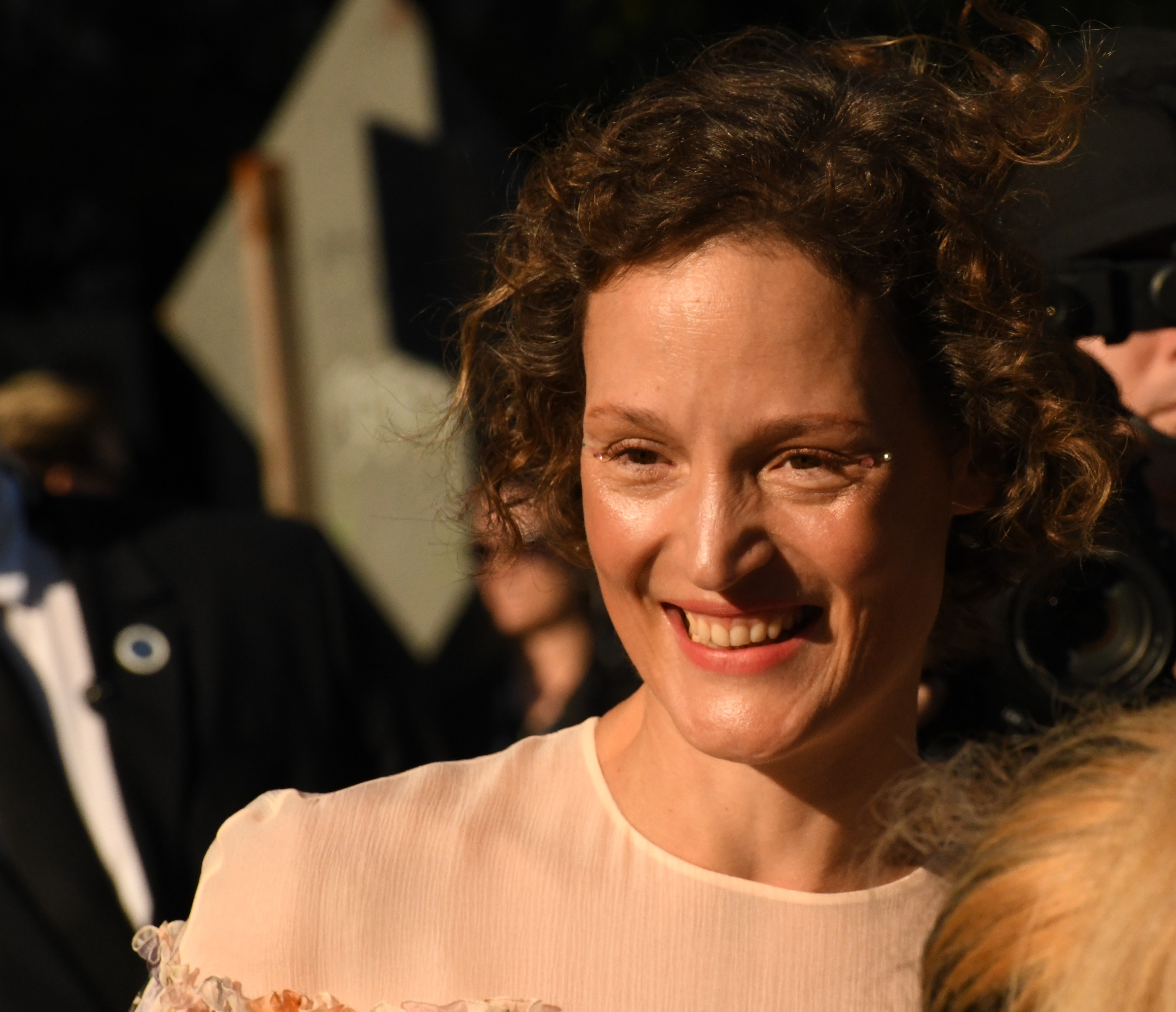
Vicky Krieps, hier bei der Premiere in Toronto, spielt die Witwe Jill

Vicky Krieps spielt die junge Witwe Jill und Dacre Montgomery, bekannt aus Filmen wie Better Watch Out und Power Rangers und der Fernsehserie Stranger Things, Jack, den Sohn ihrer verstorbenen Frau. Als Kind wird Jack von Finlay Grey gespielt. Sarah Peirse übernahm die Rolle von Elizabeths Schwester Helen. In einer weiteren Rolle ist Arlo Green zu sehen.
Die Filmmusik komponierte Hanan Townshend, der zuletzt für Filme wie Knight of Cups von Terrence Malick und The Book of Vision von Carlo S. Hintermann tätig war. Der Neuseeländer setzte bei seiner Arbeit ganz bewusst auf Klaviermusik. Im Film benutzt Jill einen Webstuhl für den sie ihre Füße bewegen muss. Townshend wollte erreichen, dass sich die mechanischen Klänge auch in der Filmmusik finden. Bei der Aufnahme versuchten sie die mechanischen Klavierklänge so gut wie möglich herauszuarbeiten. Townshend arbeitete zudem mit Gesang und dem Geräusch eines schweren Atmens. Die Atemgeräusche, die eine experimentelle Gesangsgruppe improvisierte, wurden hierfür mit Kontaktmikrofonen aufgenommen und übereinander gelegt. So vermischten sie die Grenzen zwischen dem Sounddesign und der Musik.
Der Titelsong des Films, Jill, wurde von Krieps geschrieben und gesungen. Sie pflegt nach eigenen Aussagen seit Jahren die Gewohnheit, zu jeder Filmfigur, die sie spielt, ein Lied zu schreiben, um ihre Gefühle bezüglich der Rolle zu verarbeiten. Jill war das erste Lied, das es auch in einen Film geschafft hat. Es ist im Abspann des Films zu hören.

### Veröffentlichung
Die Premiere des Films fand am 6. September 2024 beim Toronto International Film Festival statt. Ende Oktober, Anfang November 2024 wurde er beim Adelaide Film Festival gezeigt. Im Juni 2025 wird er beim Sydney Film Festival vorgestellt.

## Rezeption

### Kritiken
Von den bei Rotten Tomatoes aufgeführten Kritiken sind 73 Prozent positiv.
Caryn James schreibt in ihrer Kritik für The Hollywood Reporter, Samuel Van Grinsven erzähle in seinem elliptischen, poetischen und technisch atemberaubenden Film eine Geistergeschichte, die im Grunde einfache Horrorklischees bedient, aber auf frische und kunstvolle Weise gestaltet wurde. Beide Hauptdarsteller seien wunderbar zurückhaltend. Vicky Krieps wirke hier etwas grimmiger als in früheren Rollen, wenn Elizabeth durch sie spricht, und Dacre Montgomery wirke strenger, wenn Elizabeth dies tut, was jedoch nie überdramatisiert wirke.

### Auszeichnungen
Adelaide Film Festival 2024
- Nominierung im Wettbewerb[5]

Internationales Filmfestival Thessaloniki 2024
- Nominierung als Bester Film im Wettbewerb für den Goldenen Alexander[8]

Melbourne International Film Festival 2025
- Nominierung für den Blackmagic Design Best Australian Director Award (Samuel Van Grinsven)[9]

Luxembourg City Film Festival 2025
- Auszeichnung mit Publikumspreis (Samuel Van Grinsven)[10]